# 土岐頼元
土岐 頼元（とき よりもと）は、戦国時代から江戸時代初期にかけての武将。土岐頼芸の四男。別名は頼重。斎藤頼元とも。通称は五郎左衛門、越前守、号は道庵。

## 経歴
美濃国の守護大名・土岐頼芸の四男として誕生。母は六角定頼の娘。兄に頼次。
父・頼芸が家臣の斎藤道三に追放されたとき、幼少だったために斎藤家の扶助を受けることを許された。斎藤家滅亡後は各地を転々とし、武田家、豊臣家、そして徳川家に仕えて、土岐氏の家名を存続した。豊臣秀吉から河内古市郡内に500石を与えられた。関ヶ原の戦い後は徳川家康に仕えて、美濃国内に知行を与えられたという。隠居後は道庵と称した。
『寛政重修諸家譜』によれば、慶長13年（1608年）10月19日死去、年齢は不詳。家督は子・持益が相続した。なお、頼元は斎藤姓を称し、子の持益が土岐姓に戻したという。